# Аркі
Аркі (італ. Archi) — муніципалітет в Італії, у регіоні Абруццо,  провінція К'єті.
Аркі розташоване на відстані близько 160 км на схід від Рима, 90 км на схід від Л'Аквіли, 35 км на південний схід від К'єті.
Населення — 2225 осіб (2014).

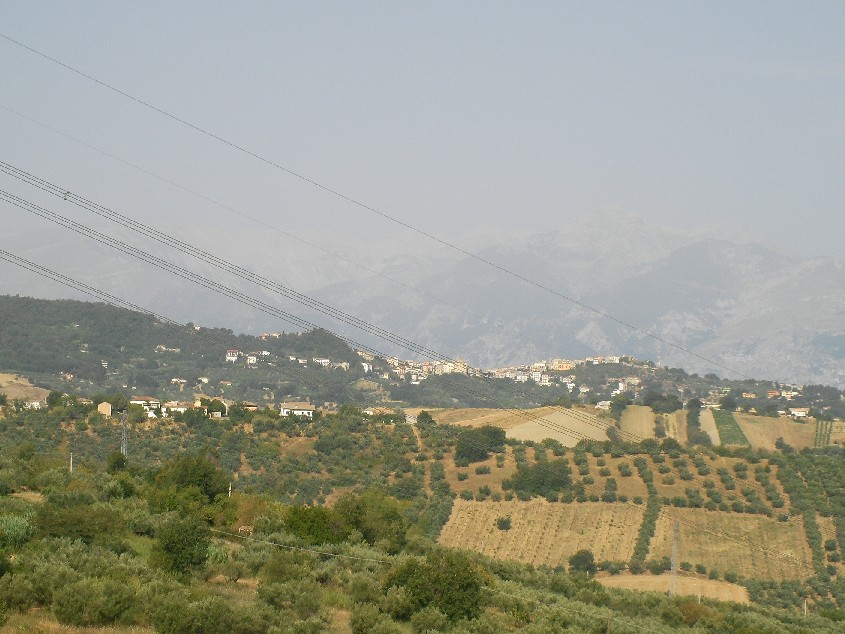

Щорічний фестиваль відбувається 9 травня. Покровитель — святий Миколай.

## Демографія
Населення за роками:

Станом на 1 січня 2023 року в муніципалітеті офіційно проживало 113 іноземців з 17 країн, серед них 83 громадяни країн Євросоюзу та 1 громадянин України.

## Сусідні муніципалітети
- Альтіно
- Атесса
- Бомба
- Перано
- Роккаскаленья
- Торнареччо